# A magyar labdarúgó-válogatott 2015. november 12-i mérkőzése
A magyar labdarúgó-válogatott Európa-bajnoki selejtezőjének pótselejtezője, annak is az első összecsapása Norvégia ellen, 2015. november 12-én. Ez volt a magyar labdarúgó-válogatott 901. hivatalos mérkőzése és a két válogatott egymás elleni 18. összecsapása. A magyarok Kleinheisler László 26. percben lőtt góljával 1–0-ra megnyerték az összecsapást.

## Előzmények
A magyar labdarúgó-válogatottnak a norvég labdarúgó-válogatott elleni volt a nyolcadik mérkőzése a 2015-ös esztendőben. Az elsőre március 29-én került sor Budapesten Görögország ellen (Eb-selejtező, 0–0), a másodikra június 5-én Debrecenben a Nagyerdei stadionban Litvánia ellen (barátságos, 4–0), a harmadikra június 13-án Helsinkiben, Finnország ellen, szintén Európa-bajnoki selejtező keretében, melynek 1–0 lett a végeredménye a magyar válogatott javára. Szeptember elején volt a negyedik Románia ellen Budapesten, melynek gól nélküli döntetlen lett a végeredménye (Eb-selejtező, 0–0). Három nappal később került sor szintén Eb-selejtező keretében a sorrendben ötödik mérkőzésre Észak-Írország válogatottja ellen Belfastban, melynek 1–1 lett a végeredménye. Egy hónappal a mérkőzés előtt került sor a hatodik összecsapásra szintén Eb-selejtező keretében Feröer válogatottja ellen Budapesten, a Groupama Arénában, melyet 2–1-re a magyarok nyertek meg Böde Dániel két góljával. Ezt a találkozót megelőző mérkőzés a selejtezősorozat utolsó összecsapása is volt egyben a görög válogatott ellen, melyet 4–3-ra a hazai csapat, a görögök nyertek meg. A magyarok góljait Németh Krisztián duplázása mellett szerzett Lovrencsics Gergő szerezte.

A két ország válogatottja legutóbb szinte napra pontosan három évvel ezelőtt, 2012. november 14-én csapott össze egymással barátságos mérkőzés keretében Budapesten. A Puskás Ferenc Stadionban, 16 000 néző előtt lezajlott találkozónak 0–2 lett a végeredménye, a norvég találatokat a 38. percben Håvard Nielsen és a 79. percben Mohammed Abdellaoue szerezte. 
Az utolsó összecsapás óta mostanra Király Gábor, Juhász Roland, Kádár Tamás, Vanczák Vilmos, Pintér Ádám, Guzmics Richárd, Dzsudzsák Balázs és Németh Krisztián maradt a válogatott keretben.

Eddig tizenhétszer találkozott a két válogatott egymással. Az első mérkőzésre 1912. június 23-án Budapesten került sor, melyet a magyar válogatott 6–0-ra megnyert. A mai találkozó előtt összesítésben 7 magyar siker, 5 döntetlen és 5 norvég győzelem született. A magyar válogatott utolsó győzelmét 1981. május 20-án érte el, akkor Kiss László duplájával 2–1-re győzött az 1982-es vb-selejtezőn, Oslóban. 

A norvég válogatott a 2016-os európai selejtezősorozat H csoportjában szerepelt, ahol a 3. helyet szerezte meg a csoportgyőztes Olaszország mögött 5 ponttal, míg a 2. helyen zárt Horvátországtól 1 ponttal maradt le. 
A magyar válogatott gyászszalagot viselve játszott, a mérkőzés reggelén 32 éves korában elhunyt Fülöp Márton válogatott kapus emlékére.

## Helyszín
A találkozót Oslóban rendezték meg, a Ullevaal Stadionban, melyben a hazai csapat általában játssza válogatott találkozóit.

## Keretek
megjegyzés: A táblázatokban szereplő adatok a mérkőzés előtti állapotnak megfelelőek.
| Norvégia                               | Norvégia             | Norvégia                         | Norvégia | Norvégia | Norvégia                 | Norvégia                                       |
| Poszt                                  | Név                  | Születési idő és életkor         | Vál.     | Gól      | Klub                     | Utolsó válogatottság                           |
| -------------------------------------- | -------------------- | -------------------------------- | -------- | -------- | ------------------------ | ---------------------------------------------- |
| K                                      | Rune Jarstein        | 1984. szeptember 29. (31 évesen) | 38       | 0        | Hertha BSC               | 2014. 08. 27-én Egyesült Arab Emirátusok ellen |
| K                                      | André Hansen         | 1989. december 17. (25 évesen)   | 2        | 0        | Rosenborg BK             | 2013. 06. 11-én Macedónia ellen                |
| K                                      | Ørjan Nyland         | 1990. október 9. (25 évesen)     | 17       | 0        | FC Ingolstadt 04         | 2015. 10. 13-án Olaszország ellen              |
| V                                      | Haitam Aleesami      | 1991. július 31. (24 évesen)     | 2        | 0        | IFK Göteborg             | 2015. 10. 13-án Olaszország ellen              |
| V                                      | Vegard Forren        | 1988. február 16. (27 évesen)    | 27       | 1        | Molde FK                 | 2015. 10. 13-án Olaszország ellen              |
| V                                      | Even Hovland         | 1989. február 14. (26 évesen)    | 10       | 0        | 1. FC Nürnberg           | 2015. 10. 13-án Olaszország ellen              |
| V                                      | Tom Högli            | 1984. február 24. (31 évesen)    | 46       | 2        | FC København             | 2015. 09. 06-án Horvátország ellen             |
| V                                      | Martin Linnes        | 1991. szeptember 20. (24 évesen) | 10       | 0        | Molde FK                 | 2015. 08. 06-án Svédország ellen               |
| V                                      | Stefan Strandberg    | 1990. július 25. (25 évesen)     | 4        | 0        | FK Krasznodar            | 2015. 09. 03-án Bulgária ellen                 |
| KP                                     | Valon Berisha        | 1993. február 7. (22 évesen)     | 15       | 0        | FC Red Bull Salzburg     | 2015. 10. 13-án Olaszország ellen              |
| KP                                     | Omar Elabdellaoui    | 1991. december 5. (23 évesen)    | 19       | 0        | Olimbiakósz              | 2015. 10. 13-án Olaszország ellen              |
| KP                                     | Pål André Helland    | 1990. január 4. (25 évesen)      | 2        | 0        | Rosenborg BK             | 2015. 06. 12-én Azerbajdzsán ellen             |
| KP                                     | Markus Henriksen     | 1992. július 25. (23 évesen)     | 22       | 1        | AZ Alkmaar               | 2015. 10. 13-án Olaszország ellen              |
| KP                                     | Stefan Johansen      | 1991. január 8. (24 évesen)      | 22       | 1        | Celtic Glasgow           | 2015. 10. 13-án Olaszország ellen              |
| KP                                     | Håvard Nordtveit     | 1990. június 21. (25 évesen)     | 24       | 2        | Borussia Mönchengladbach | 2015. 09. 06-án Horvátország ellen             |
| KP                                     | Ole Selnæs           | 1994. július 7. (21 évesen)      | 4        | 0        | Rosenborg BK             |                                                |
| KP                                     | Per Ciljan Skjelbred | 1987. június 16. (28 évesen)     | 36       | 1        | Hertha BSC               | 2015. 10. 13-án Olaszország ellen              |
| KP                                     | Alexander Tettey     | 1986. április 4. (29 évesen)     | 28       | 3        | Norwich City FC          | 2015. 10. 13-án Olaszország ellen              |
| KP                                     | Martin Ødegaard      | 1998. december 17. (16 évesen)   | 7        | 0        | Real Madrid CF           | 2015. 10. 10-én Málta ellen                    |
| CS                                     | Jo Inge Berget       | 1990. szeptember 11. (25 évesen) | 8        | 1        | Malmö FF                 | 2015. 10. 13-án Olaszország ellen              |
| CS                                     | Veton Berisha        | 1994. április 13. (21 évesen)    | 0        | 0        | SpVgg Greuther Fürth     | —                                              |
| CS                                     | Alexander Søderlund  | 1987. augusztus 3. (28 évesen)   | 23       | 1        | Rosenborg BK             | 2015. 10. 13-án Olaszország ellen              |
| CS                                     | Mohamed Elyounoussi  | 1994. augusztus 4. (21 évesen)   | 3        | 0        | Molde FK                 |                                                |
| CS                                     | Marcus Pedersen      | 1990. június 8. (25 évesen)      | 7        | 1        | Strømsgodset IF          | 2014. 08. 27-én Egyesült Arab Emirátusok ellen |
| Szövetségi kapitány: Per-Mathias Høgmo |                      |                                  |          |          |                          |                                                |

| Magyarország                      | Magyarország        | Magyarország                     | Magyarország | Magyarország | Magyarország         | Magyarország                         |
| Poszt                             | Név                 | Születési idő és életkor         | Vál.         | Gól          | Klub                 | Utolsó válogatottság                 |
| --------------------------------- | ------------------- | -------------------------------- | ------------ | ------------ | -------------------- | ------------------------------------ |
| K                                 | Bogdán Ádám         | 1987. szeptember 27. (28 évesen) | 19           | 0            | Liverpool            | 2014. 03. 05-én Finnország ellen     |
| K                                 | Megyeri Balázs      | 1990. március 31. (25 évesen)    | 0            | 0            | Getafe               | —                                    |
| K                                 | Király Gábor        | 1976. április 1. (39 évesen)     | 99           | 0            | Szombathelyi Haladás | 2015. 10. 11-én Görögország ellen    |
| V                                 | Predrag Bošnjak     | 1985. november 13. (29 évesen)   | 1            | 0            | Szombathelyi Haladás | 2014. 06. 04-én Albánia ellen        |
| V                                 | Fiola Attila        | 1990. február 17. (25 évesen)    | 10           | 0            | Puskás Akadémia      | 2015. 10. 11-én Görögország ellen    |
| V                                 | Guzmics Richárd     | 1987. április 16. (28 évesen)    | 10           | 1            | Wisła Kraków         | 2015. 10. 08-án Feröer ellen         |
| V                                 | Juhász Roland       | 1983. július 1. (32 évesen)      | 90           | 6            | Videoton FC          | 2015. 10. 11-én Görögország ellen    |
| V                                 | Kádár Tamás         | 1990. március 14. (25 évesen)    | 26           | 0            | Lech Poznań          | 2015. 10. 11-én Görögország ellen    |
| V                                 | Lang Ádám           | 1993. január 17. (22 évesen)     | 4            | 0            | Videoton             | 2014. 11. 14-én Finnország ellen     |
| V                                 | Leandro             | 1982. március 19. (33 évesen)    | 16           | 0            | Ferencváros          | 2015. 10. 11-én Görögország ellen    |
| V                                 | Vanczák Vilmos      | 1983. június 20. (32 évesen)     | 79           | 4            | FC Sion              | 2015. 09. 07-én Észak-Írország ellen |
| KP                                | Elek Ákos           | 1988. július 21. (27 évesen)     | 35           | 1            | Csangcsun Jataj      | 2015. 10. 11-én Görögország ellen    |
| KP                                | Gera Zoltán         | 1979. április 22. (36 évesen)    | 85           | 24           | Ferencváros          | 2015. 10. 11-én Görögország ellen    |
| KP                                | Kleinheisler László | 1994. április 8. (21 évesen)     | 0            | 0            | Videoton             | –                                    |
| KP                                | Kovács István       | 1992. március 27. (23 évesen)    | 5            | 0            | Videoton             | 2014. 11. 18-án Oroszország ellen    |
| KP                                | Nagy Ádám           | 1995. június 12. (20 évesen)     | 3            | 0            | Ferencváros          | 2015. 10. 11-én Görögország ellen    |
| KP                                | Pintér Ádám         | 1988. június 12. (27 évesen)     | 18           | 0            | Ferencváros          | 2015. 03. 29-én Görögország ellen    |
| CS                                | Böde Dániel         | 1986. október 24. (29 évesen)    | 9            | 4            | Ferencváros          | 2015. 10. 11-én Görögország ellen    |
| CS                                | Dzsudzsák Balázs    | 1986. december 23. (28 évesen)   | 73           | 16           | Bursaspor            | 2015. 10. 11-én Görögország ellen    |
| CS                                | Lovrencsics Gergő   | 1988. szeptember 1. (27 évesen)  | 9            | 1            | Lech Poznań          | 2015. 10. 11-én Görögország ellen    |
| CS                                | Németh Krisztián    | 1989. január 5. (26 évesen)      | 21           | 3            | Sporting Kansas City | 2015. 10. 11-én Görögország ellen    |
| CS                                | Nikolics Nemanja    | 1987. december 31. (27 évesen)   | 16           | 3            | Legia Warszawa       | 2015. 10. 11-én Görögország ellen    |
| CS                                | Pekár László        | 1993. január 20. (22 évesen)     | 0            | 0            | Puskás Akadémia      | —                                    |
| CS                                | Priskin Tamás       | 1986. szeptember 27. (29 évesen) | 50           | 16           | Slovan Bratislava    | 2015. 10. 08-án Feröer ellen         |
| CS                                | Stieber Zoltán      | 1988. október 16. (27 évesen)    | 9            | 2            | Hamburger SV         | 2015. 06. 13-án Finnország ellen     |
| CS                                | Szalai Ádám         | 1987. december 9. (27 évesen)    | 28           | 8            | 1899 Hoffenheim      | 2015. 03. 29-én Görögország ellen    |
| Szövetségi kapitány: Bernd Storck |                     |                                  |              |              |                      |                                      |

## A mérkőzés
| 2015. november 12. 20.45 (CEST) |

| Norvégia                    | 0 – 1               | Magyarország                                    |
| --------------------------- | ------------------- | ----------------------------------------------- |
| Tettey 20' Elabdellaoui 65' | (0 – 1) Jegyzőkönyv | 26' Kleinheisler 23' Gera 34' Kádár 39' Guzmics |

| Ullevaal Stadion, Oslo Nézőszám: 27 182 Játékvezető: Mark Clattenburg (angol) Asszisztensek: Simon Beck és Jake Collin |

### Az összeállítások
| Csapatszínek | Csapatszínek | Csapatszínek |
| Csapatszínek |              |              |
| Csapatszínek |              |              |
|              |              |              |
| Norvégia     |              |              |

| Csapatszínek | Csapatszínek | Csapatszínek |
| Csapatszínek |              |              |
| Csapatszínek |              |              |
|              |              |              |
| Magyarország |              |              |

Használt rövidítések (magyar rövidítés – angol rövidítés – poszt):
| - KA – GK – kapus - V – DF – hátvéd - S – SW – söprögető - JV – RB – jobb oldali védő - KV – CB – középső védő - BV – LB – bal oldali védő - JSZV – RWB – jobb szélső védő - BSZV – LWB – bal szélső védő | - KP – MF – középpályás - VKP – DM – védekező középpályás - BKP – LM – bal oldali középpályás - KKP – CM – középső középpályás - JKP – RM – jobb oldali középpályás | - JSZ – RW – jobb szélső - BSZ – LW – bal szélső - TKP – AM – támadó középpályás | - CS – ST, FW – csatár - JCS – RF – jobb oldali csatár - KCS – CF – középső csatár - BCS – LF – bal oldali csatár |

| NORVÉGIA:         |    |                      |     |
|                   |    |                      |     |
| KA                | 12 | Ørjan Nyland         |     |
| JV                | 14 | Omar Elabdellaoui    |     |
| KV                | 3  | Even Hovland         |     |
| KV                | 21 | Vegard Forren        |     |
| BV                | 2  | Tom Högli            |     |
| JKP               | 15 | Per Ciljan Skjelbred | 86' |
| KKP               | 5  | Alexander Tettey     | 20' |
| KKP               | 8  | Stefan Johansen      |     |
| BKP               | 19 | Jo Inge Berget       | 74' |
| JCS               | 9  | Alexander Søderlund  | 61' |
| BCS               | 10 | Markus Henriksen     |     |
| Cserék:           |    |                      |     |
| KA                | 1  | Rune Jarstein        |     |
| KA                | 23 | André Hansen         |     |
| V                 | 4  | Stefan Strandberg    |     |
| KP                | 6  | Håvard Nordtveit     |     |
| CS                | 7  | Marcus Pedersen      | 61' |
| KP                | 11 | Martin Ødegaard      |     |
| CS                | 13 | Mohamed Elyounoussi  | 74' |
| V                 | 16 | Haitam Aleesami      |     |
| V                 | 17 | Martin Linnes        |     |
| KP                | 18 | Valon Berisha        |     |
| CS                | 20 | Veton Berisha        |     |
| CS                | 23 | Pål André Helland    | 86' |
| Vezetőedző:       |    |                      |     |
| Per-Mathias Høgmo |    |                      |     |

| MAGYARORSZÁG: |    |                     |         |
|               |    |                     |         |
| KA            | 1  | Király Gábor        |         |
| JV            | 5  | Fiola Attila        |         |
| KV            | 2  | Lang Ádám           |         |
| KV            | 20 | Guzmics Richárd     | 39'     |
| BV            | 4  | Kádár Tamás         | 34'     |
| JKP           | 15 | Kleinheisler László | 26' 72' |
| VKP           | 10 | Gera Zoltán         | 23'     |
| TKP           | 6  | Elek Ákos           |         |
| BKP           | 7  | Dzsudzsák Balázs    | 76'     |
| JCS           | 11 | Németh Krisztián    |         |
| BCS           | 9  | Szalai Ádám         | 90+2'   |
| Cserék:       |    |                     |         |
| KA            | 12 | Bogdán Ádám         |         |
| KA            | 22 | Megyeri Balázs      |         |
| V             | 3  | Vanczák Vilmos      |         |
| KP            | 8  | Nagy Ádám           | 72'     |
| V             | 13 | Predrag Bošnjak     |         |
| CS            | 14 | Lovrencsics Gergő   | 76'     |
| KP            | 16 | Pintér Ádám         |         |
| CS            | 17 | Nikolics Nemanja    |         |
| CS            | 18 | Stieber Zoltán      |         |
| KP            | 19 | Priskin Tamás       | 90+2'   |
| BV            | 21 | Leandro             |         |
| BV            | 23 | Predrag Bošnjak     |         |
| Vezetőedző:   |    |                     |         |
| Bernd Storck  |    |                     |         |

Asszisztensek:

 Bahattin Duran (angol) (partvonal)

 Mustafa Eyisoy (angol) (partvonal)

 Craig Pawson (angol) (alapvonal)

 Jonathan Moss (angol) (alapvonal)

Negyedik játékvezető:

 Simon Bennett (angol)

## Statisztika
| Összesen              | Norvégia  | Magyarország |
| --------------------- | --------- | ------------ |
| Labdabirtoklás        | 58%       | 42%          |
| Lövés                 | 22        | 6            |
| Kapura lövés          | 6         | 4            |
| Gól                   | 0         | 1            |
| Szöglet               | 16        | 0            |
| Les                   | 1         | 1            |
| Passzok száma         | 525       | 307          |
| Sikeres passzok száma | 457 (87%) | 251 (82%)    |
| Szabálytalanság       | 10        | 16           |
| Sárga lap             | 2         | 3            |
| Piros lap             | 0         | 0            |

## Örökmérleg a mérkőzés után
| Magyarország |           | Norvégia |
| ------------ | --------- | -------- |
| 8            | Győzelem  | 5        |
| 5            | Döntetlen | 5        |
| 33           | Gólok     | 19       |
| 21/36        | Pontok    | 15/36    |
| 58,33%       | %         | 41,67%   |

A táblázatban a győzelemért 2 pontot számoltunk el.

### Összes mérkőzés
Győzelem
      Döntetlen
      Vereség
| No.        | Dátum         | Helyszín                         | Nézőszám | Mérkőzés                   | Eredmény                        | Gólszerző(k)                                                         |
| ---------- | ------------- | -------------------------------- | -------- | -------------------------- | ------------------------------- | -------------------------------------------------------------------- |
| 1. (38.)   | 1912. 06. 23. | Oslo, Gamle Frogner stadion      | 4 000    | barátságos                 | Norvégia–Magyarország 0–6 (0–2) | Schlosser 10' 89', Tóth 31', Bodnár 49' 71' 73'                      |
| 2. (319.)  | 1955. 05. 08. | Oslo, Ullevaal Stadion           | 27 548   | barátságos                 | Norvégia–Magyarország 0–5 (0–2) | Kocsis 6', Palotás P. 33' 55', Puskás 49', Tichy 74'                 |
| 3. (341.)  | 1957. 06. 12. | Oslo, Ullevaal Stadion           | 25 724   | vb-selejtező               | Norvégia–Magyarország 2–1 (1–1) | Harald 10', Kjell 10' és Tichy 44'                                   |
| 4. (347.)  | 1957. 11. 10. | Budapest, Népstadion             | 91 000   | vb-selejtező               | Magyarország–Norvégia 5–0 (2–0) | Sándor K. 12', Csordás 20' 71', Machos 69', Edgar 76'                |
| 5. (453.)  | 1970. 10. 07. | Oslo, Ullevaal Stadion           | 16 090   | Eb-selejtező               | Norvégia–Magyarország 1–3 (0–2) | Iversen 50' és Bene 6', Nagy 23', Karlsen 69'                        |
| 6. (462.)  | 1971. 10. 27. | Budapest, Népstadion             | 29 253   | Eb-selejtező               | Magyarország–Norvégia 4–0 (3–0) | Bene 22' 43', Dunai II. 24', Szűcs 63'                               |
| 7. (556.)  | 1981. 05. 20. | Oslo, Ullevaal Stadion           | 23 000   | vb-selejtező               | Norvégia–Magyarország 1–2 (0–0) | Thoresen 57' és Kiss L. 77' 79'                                      |
| 8. (560.)  | 1981. 10. 31. | Budapest, Népstadion             | 68 000   | vb-selejtező               | Magyarország–Norvégia 4–1 (1–1) | Bálint 12', Kiss L. 60' 85', Fazekas 79', Lund 35'                   |
| 9. (584.)  | 1984. 05. 23. | Székesfehérvár, Sóstói Stadion   | 5 000    | barátságos                 | Magyarország–Norvégia 0–0       |                                                                      |
| 10. (607.) | 1986. 09. 09. | Oslo, Ullevaal Stadion           | 2 917    | barátságos                 | Norvégia–Magyarország 0–0       |                                                                      |
| 11. (646.) | 1990. 10. 10. | Bergen, Népstadion               | 29 253   | Eb-selejtező               | Norvégia–Magyarország 0–0       |                                                                      |
| 12. (658.) | 1991. 10. 30. | Szombathely, Rohonci úti stadion | 8 000    | Eb-selejtező               | Magyarország–Norvégia 0–0       |                                                                      |
| 13. (707.) | 1996. 10. 09. | Oslo, Ullevaal Stadion           | 22 480   | vb-selejtező               | Norvégia–Magyarország 3–0 (0–0) | Kjetil 83' 89' 90' (11-esből)                                        |
| 14. (712.) | 1997. 06. 08. | Budapest, Népstadion             | 20 000   | vb-selejtező               | Magyarország–Norvégia 1–1 (1–1) | Kovács Z. 22' és Petter 9'                                           |
| 15. (810.) | 2006. 09. 02. | Budapest, Népstadion             | 13 000   | Eb-selejtező               | Magyarország–Norvégia 1–4 (0–3) | Gera 89' (11-esből) és Solskjær 15' 54', Strømstad 31', Pedersen 41' |
| 16. (820.) | 2007. 06. 06. | Oslo, Ullevaal Stadion           | 19 198   | Eb-selejtező               | Norvégia–Magyarország 4–0 (1–0) | Iversen 22', Braaten 58', Carew 60' 79'                              |
| 17. (875.) | 2012. 11. 14. | Budapest, Népstadion             | 16 000   | barátságos                 | Magyarország–Norvégia 0–2 (0–1) | Nielsen 38', Abdellaoue 79'                                          |
| 18. (901.) | 2015. 11. 12. | Oslo, Ullevaal Stadion           | 28 000   | Eb-selejtező, pótselejtező | Norvégia–Magyarország 0–1 (0–1) | Kleinheisler 26'                                                     |
| 19. (902.) | 2015. 11. 15. | Budapest, Groupama Aréna         | 22 186   | Eb-selejtező, pótselejtező | Magyarország–Norvégia 2–1 (1–0) | Priskin 14', Henriksen 83' (öngól) és Henriksen 87'                  |